# Lista Amerykanów w polskiej lidze żużlowej
Zawodnicy ze Stanów Zjednoczonych w lidze żużlowej w Polsce
Uwaga! Niektórzy z zawodników mimo podpisanych umów nie wystąpili w żadnym oficjalnym meczu ligowym swoich drużyn.
(nazwiska w kolejności alfabetycznej)
| Nazwisko                   | Klub                     | Rok       |
| -------------------------- | ------------------------ | --------- |
| John Cook, ur. 1958        | Apator Toruń             | 1993      |
| John Cook, ur. 1958        | WTS Wrocław              | 1999-2000 |
|                            |                          |           |
| Ronnie Correy, ur. 1966    | Unia Leszno              | 1992      |
| Ronnie Correy, ur. 1966    | Stal Rzeszów             | 1993      |
| Ronnie Correy, ur. 1966    | Unia Tarnów              | 1996      |
| Ronnie Correy, ur. 1966    | Unia Leszno              | 1997-1998 |
| Ronnie Correy, ur. 1966    | ŁTŻ Łódź                 | 1999-2000 |
|                            |                          |           |
| Sam Ermolenko, ur. 1960    | Polonia Bydgoszcz        | 1992-1994 |
| Sam Ermolenko, ur. 1960    | JAG Speedway Łódź        | 1995-1996 |
| Sam Ermolenko, ur. 1960    | Włókniarz Częstochowa    | 1997      |
| Sam Ermolenko, ur. 1960    | Wybrzeże Gdańsk          | 1998      |
| Sam Ermolenko, ur. 1960    | ŁTŻ Łódź                 | 1999-2000 |
| Sam Ermolenko, ur. 1960    | TŻ Opole                 | 2001      |
| Sam Ermolenko, ur. 1960    | WKM Warszawa             | 2002      |
|                            |                          |           |
| Billy Hamill, ur. 1970     | ROW Rybnik               | 1992      |
| Billy Hamill, ur. 1970     | Stal Gorzów Wielkopolski | 1994-1995 |
| Billy Hamill, ur. 1970     | GKM Grudziądz            | 1996-2000 |
| Billy Hamill, ur. 1970     | ZKŻ Zielona Góra         | 2001-2003 |
| Billy Hamill, ur. 1970     | GTŻ Grudziądz            | 2004      |
| Billy Hamill, ur. 1970     | ZKŻ Zielona Góra         | 2006-2007 |
|                            |                          |           |
| Greg Hancock, ur. 1970     | Unia Leszno              | 1992-1994 |
| Greg Hancock, ur. 1970     | Start Gniezno            | 1996-1997 |
| Greg Hancock, ur. 1970     | WTS Wrocław              | 1998-2004 |
| Greg Hancock, ur. 1970     | Wybrzeże Gdańsk          | 2005      |
| Greg Hancock, ur. 1970     | Włókniarz Częstochowa    | 2006-2009 |
| Greg Hancock, ur. 1970     | Falubaz Zielona Góra     | 2010      |
|                            |                          |           |
| Billy Janniro, ur. 1980    | ZKŻ Zielona Góra         | 2003      |
| Billy Janniro, ur. 1980    | Kolejarz Rawicz          | 2007      |
|                            |                          |           |
| Josh Larsen, ur. 1972      | Stal Gorzów Wielkopolski | 1995-1996 |
| Josh Larsen, ur. 1972      | WTS Wrocław              | 1999      |
|                            |                          |           |
| Chris Manchester, ur. 1973 | WTS Wrocław              | 1997      |
| Chris Manchester, ur. 1973 | Polonia Bydgoszcz        | 1999      |
|                            |                          |           |
| Rick Miller, ur. 1961      | Włókniarz Częstochowa    | 1991      |
| Rick Miller, ur. 1961      | Polonia Bydgoszcz        | 1992      |
|                            |                          |           |
| Bobby Ott, ur. 1962        | Włókniarz Częstochowa    | 1992      |
|                            |                          |           |
| Brent Werner, ur. 1974     | Kolejarz Rawicz          | 2007      |